# Mont-Cenis-Glockenblume
Die Mont-Cenis-Glockenblume (Campanula cenisia) ist eine Pflanzenart der Gattung Glockenblumen (Campanula) in der Familie der Glockenblumengewächse (Campanulaceae).

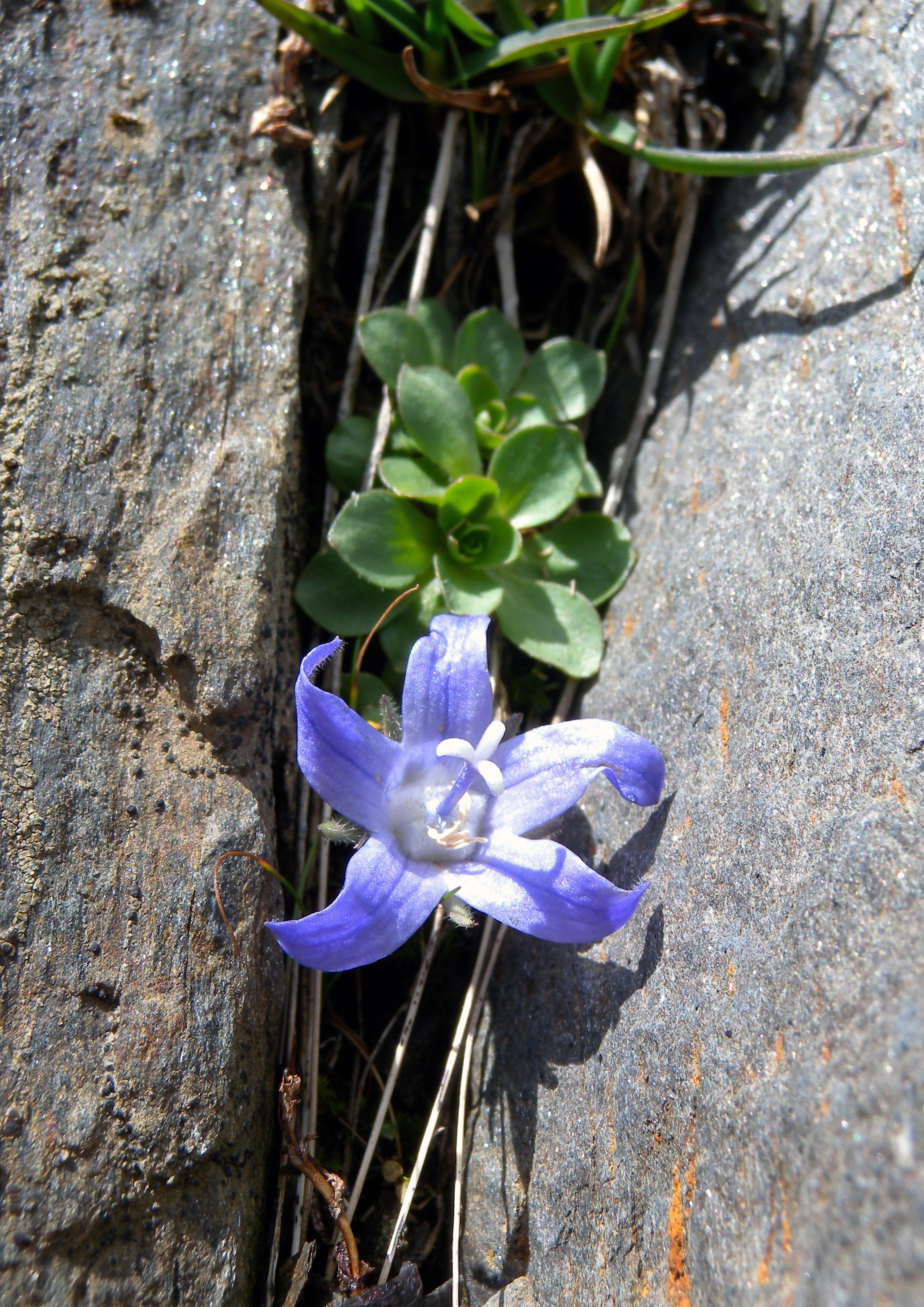
Mont-Cenis-Glockenblume im Kanton Wallis

## Merkmale
Die Mont-Cenis-Glockenblume ist eine in lockeren Rasen wachsende, ausdauernde Pflanze, die Wuchshöhen von 1 bis 5 Zentimeter erreicht. Es sind zahlreiche Blattrosetten bildende, nichtblühende Triebe vorhanden. Der Stängel ist oft bogig aufsteigend. Er ist unten kahl, oben behaart und bis unter die Blüte beblättert. Die Blätter sind ganzrandig und fleischig. Die Rosettenblätter sind oval, die Stängelblätter breit-lanzettlich. Je Stängel wird eine einzige Blüte gebildet. Diese ist aufrecht, sternförmig ausgebreitet, bis 15 Millimeter breit und hellblau. Die Kronzipfel sind zugespitzt und eiförmig. Der Kelch ist behaart, fast ebenso groß wie die Krone und besitzt lanzettliche Zipfel. Die Kelchbuchten sind stumpf und haben kein Anhängsel.
Die Blütezeit reicht von Juli bis September.
Die Chromosomenzahl beträgt 2n = 34.

## Vorkommen
Die Mont-Cenis-Glockenblume kommt in den Westalpen vor. Sie hat Vorkommen in Frankreich, der Schweiz, Italien und Österreich. Nach Osten reicht ihr Areal bis Tirol, in Deutschland fehlt sie. Sie wächst oft über Kalkschiefer auf Felsbändern, Felsschutt und Moränen in der alpinen Stufe in Höhenlagen von 2200 bis 3700 Meter. Sie ist pflanzensoziologisch eine Charakterart des Campanulo-Saxifragetum aus dem Verband der Schieferschuttgesellschaften (Drabion hoppeanae).
Die ökologischen Zeigerwerte nach Landolt & al. 2010 sind in der Schweiz: Feuchtezahl F = 3 (mäßig feucht), Lichtzahl L = 5 (sehr hell), Reaktionszahl R = 4 (neutral bis basisch), Temperaturzahl T = 1 (alpin und nival), Nährstoffzahl N = 2 (nährstoffarm), Kontinentalitätszahl K = 3 (subozeanisch bis subkontinental).

## Taxonomie
Die Mont-Cenis-Glockenblume wurde 1763 von Carl von Linné in Species Plantarum 2. Auflage Band 2 Seite 1669 als Campanula cenisia erstbeschrieben. Sie wurde von Carlo Allioni (1728–1804) im Gebiet des Mont Cenis beobachtet.